# Rodney (Iowa)
Pour les articles homonymes, voir Rodney.
Rodney est une ville du comté de Monona, en Iowa, aux États-Unis. Elle est  incorporée le 2 février 1892.

## Source de la traduction
- (en) Cet article est partiellement ou en totalité issu de l’article de Wikipédia en anglais intitulé « Rodney, Iowa » (voir la liste des auteurs).